# Гелетей Валерій Вікторович
Гелете́й Вале́рій Ві́кторович (нар. 28 серпня 1967, с. Верхній Коропець, Мукачівський район, Закарпатська область, Українська РСР, СРСР) — український військовик. Генерал-полковник. Начальник Управління державної охорони України (2007–2009, 2014, з 15 жовтня 2014 по 29 травня 2019). Міністр оборони України (з 3 липня по 14 жовтня 2014).

## Освіта
У 1990 закінчив Івано-Франківську спеціалізовану середню школу міліції.
У 1994 закінчив Українську академію внутрішніх справ.

## Кар'єра
По закінченні середньої школи Гелетей рік пропрацював слюсарем-автоелектриком Мукачівського АТП-06011.
У 1985–1987 відслужив в армії (прикордонні війська).
З березня 1988 — служба в органах МВС.
У 1990 році став оперуповноваженим карного розшуку в Мукачеві. У 1994 році переведений оперуповноваженим УБОЗ ГУ МВС України в м. Київ.
У 1996 році очолив Мінське районне відділення по боротьбі з організованою злочинністю УБОЗ ГУ МВС України в м. Київ.
З лютого по червень 1997 начальник відділу УБОЗ ГУ МВС України в м. Київ. Потім призначений заступником начальника УБОЗ ГУ МВС України в м. Київ.
З 1998 року — перший заступник начальника УБОЗ ГУ МВС України в м. Київ.
У 2000 році очолив Жовтневе районне управління ГУ МВС в м. Київ. З 2001 року начальник управління карного розшуку ГУ МВС в м. Київ.
У 2003 році — начальник управління оперативної служби ГУ МВС в м. Київ.
У 2004 році — перший заступник начальника департаменту розвідувально-пошукової діяльності при ГУ МВС України в м. Київ.
У лютому — березні 2005 року — перший заступник начальника ГУ МВС по м. Київ — начальник УБОЗ. 2005–2006 — начальник УБОЗ ГУ МВС в м. Київ.
У жовтні 2006, будучи у званні полковника міліції, очолив головну службу з питань діяльності правоохоронних органів Секретаріату Президента України. 4 грудня 2006 присвоєно спеціальне звання генерал-майора міліції.
24 травня 2007 указом президента Віктора Ющенка призначений на посаду начальника Управління державної охорони України. Ця структура — правоохоронний орган спеціального призначення, особовий склад якої забезпечує охорону понад 20 посадових осіб держави та 70 об'єктів органів державної влади України, а також високопоставлених керівників інших держав під час їхніх візитів в Україну.
20 червня 2007 В. Ющенко присвоїв в порядку переатестування новому начальнику Управління держохорони військове звання генерал-майора. Ще через два місяці, 21 серпня, підвищив його до генерал-лейтенанта. 20 серпня 2008 Гелетею присвоєно військове звання генерал-полковника. Вважалося, що йому протегував земляк, впливовий український політик Віктор Балога. Принаймні саме після відходу Балоги з посади керівника Секретаріату Президента України обірвалася настільки стрімка кар'єра Гелетея (менш як за два роки він виріс у званні з полковника міліції до армійського генерал-полковника). До речі, в 2013 році племінниця Гелетея одружилася зі старшим сином Балоги.
У липні 2009 звільнений з посади начальника Держохорони.
2011–2014 — віце-президент «Авант-банку».
2 березня 2014 указом в.о. президента Олександра Турчинова знову призначений начальником Управління держохорони України. На цій посаді Гелетей змінив Сергія Кулика. Очолював УДО до 3 липня 2014.
3 липня 2014 Верховною Радою призначений міністром оборони України.
12 жовтня 2014 року Президент України Петро Порошенко задовольнив рапорт Міністра оборони Валерія Гелетея про відставку.
14 жовтня 2014 року Верховна Рада України звільнила Валерія Гелетея з посади Міністра оборони України.
15 жовтня 2014 року указом Президента України Петра Порошенка призначений начальником Управління державної охорони України. 29 травня 2019 року указом Президента України Володимира Зеленського звільнений з посади начальника УДО.
Член РНБО з 5 липня по 27 жовтня 2014 року.
Нагороджений відомчими заохочувальними відзнаками.

## Родина
- Дружина — Гелетей Анжела Олександрівна, домогосподарка.
- Сини: Віктор 2003 року народження та Олександр, 1994 року народження.
- Брат — Гелетей Володимир Вікторович в.о. начальника Управління Служби безпеки України в Закарпатській області, сват Віктора Балоги.[14]

## Власність
Валерію Гелетею належить один із будинків у Конча-Заспі, на місці дитячого табору, де під виглядом його реконструкції збудували півсотні будинків, власниками яких є, окрім Гелетея, суддя Вищого господарського суду, дочка екс-прокурора Києва та інші відомі люди.
Улітку 2019 року ЗМІ опублікували інформацію про те, що Валерій Гелетей придбав новий автомобіль Mercedes-Benz G63 AMG за 3,7 млн грн., а в січні того ж року він купив Audi SQ7 за 1 млн 950 тис. грн.

## Відомі висловлювання
- Під час складання присяги у Верховній Раді після свого призначення на посаду міністра оборони Гелетей заявив: «Я переконаний, що в Україні буде парад перемоги. Обов'язково буде — в українському Севастополі!»[16]